# Laëtitia Dugain
Pour les articles homonymes, voir Dugain.
Laetitia Dugain est une gymnaste française née le 27 novembre 1992  à Annecy. Elle mesure 1,67 m et pèse 60 kg. 

## Débuts
Elle a commencé la gymnastique artistique à l'âge de 6 ans, au club des Allobroges. Elle a été repérée au cours de stages gymniques. En 2004, elle est championne de France Espoir.

## Carrière
Elle est membre de l'Équipe de France depuis 2006. Elle s'entraîne 30 heures par semaine, au Pôle France de Marseille, au club de IS Saint-Étienne. Ses entraîneurs sont Huan Zong Cai et Xiaolin Ning, sa chorégraphe est Katie Vaton.
Elle arrête la gymnastique en mai 2009 à la suite de nombreuses blessures, après les JO de Beijing (en équipe avec Pauline Morel, Kathleen Lindor, Marine Petit, Marine Debauve, Cassy Vericel).
À ce jour elle étudie la masso-kinésithérapie à Montpellier.

### 2006
- Sa première compétition internationale fut lors d'un match France-Suisse en 2006, lors duquel elle termina 1e en équipe et 2e en poutre.
- Cette même année, elle participa aux Championnats d'Europe Junior à Volos et se classa 8e par équipe.

### 2007
- Championnat de France Élite à Toulouse : 4e au concours général, 5e aux barres asymétriques, 4e à la poutre.
- Championnats d'Europe de Stuttgart, 6e par équipe.

### 2008
- Championnats d'Europe à Clermont-Ferrand, 3e par équipe.
- Championnats de France : 3e au concours général, 3e à la poutre, 4e au sol.
- Jeux Olympiques: 7e en équipe, 23e au concours général individuel.

### 2018
- Certifiée par le CSC12 au cours d'une compétition nationale pour la science.